# Morayshire
Le Morayshire ou comté de Moray (encore parfois appelé Elginshire) est un comté historique d'Écosse  dont la ville principale était Elgin. Après avoir connu une redéfinition de ses frontières en 1889, il a été aboli en 1975 pour former, avec d'autres comtés, la région du Grampian. Depuis 1996 et l'abandon des régions, le territoire du comté forme le council area du Moray.
Le comté est lié à l'histoire des comtes de Moray.